# Graviidae
De Graviidae zijn een familie van uitgestorven kreeftachtigen uit de klasse van de Ostracoda (mosselkreeftjes).

## Geslacht
- Coryellina Kellett, 1935 †

## Synoniem
- Coryellites Kellett, 1936 †